# Місцевий стік
Місце́вий стік —  
1. переважно поверхневий стік, що формуєтся в межах даної місцевості, в однорідних фізико-географічних умовах;
2. частина загального річкового стоку, що формується у межах певної території (держави, області, району тощо).

Місцевий стік у межах України становить 52,4 км³/рік. Річний розподіл місцевого стоку в Україні дуже нерівномірний — на весняний період припадає 80—90% стоку. 
Використовується для зрошення земель, затримується ставками, іншими штучними водоймами. 
Протиставляється транзитному стоку. 